# جنگ داخلی (مینی‌سریال)
جنگ داخلی (انگلیسی: The Civil War) یک مینی‌سریال مستند آمریکایی دربارهٔ جنگ داخلی آمریکاست که نخستین بار در پنج شب متوالی از ۲۳ تا ۲۸ سپتامبر ۱۹۹۰ از شبکهٔ تلویزیونی پی‌بی‌اس پخش شد.
این سریال حدود ۴۰ میلیون بیننده داشت که آن را پربیینده‌ترین برنامهٔ پی‌بی‌اس در تمام اعصار نمود.